# Nickland

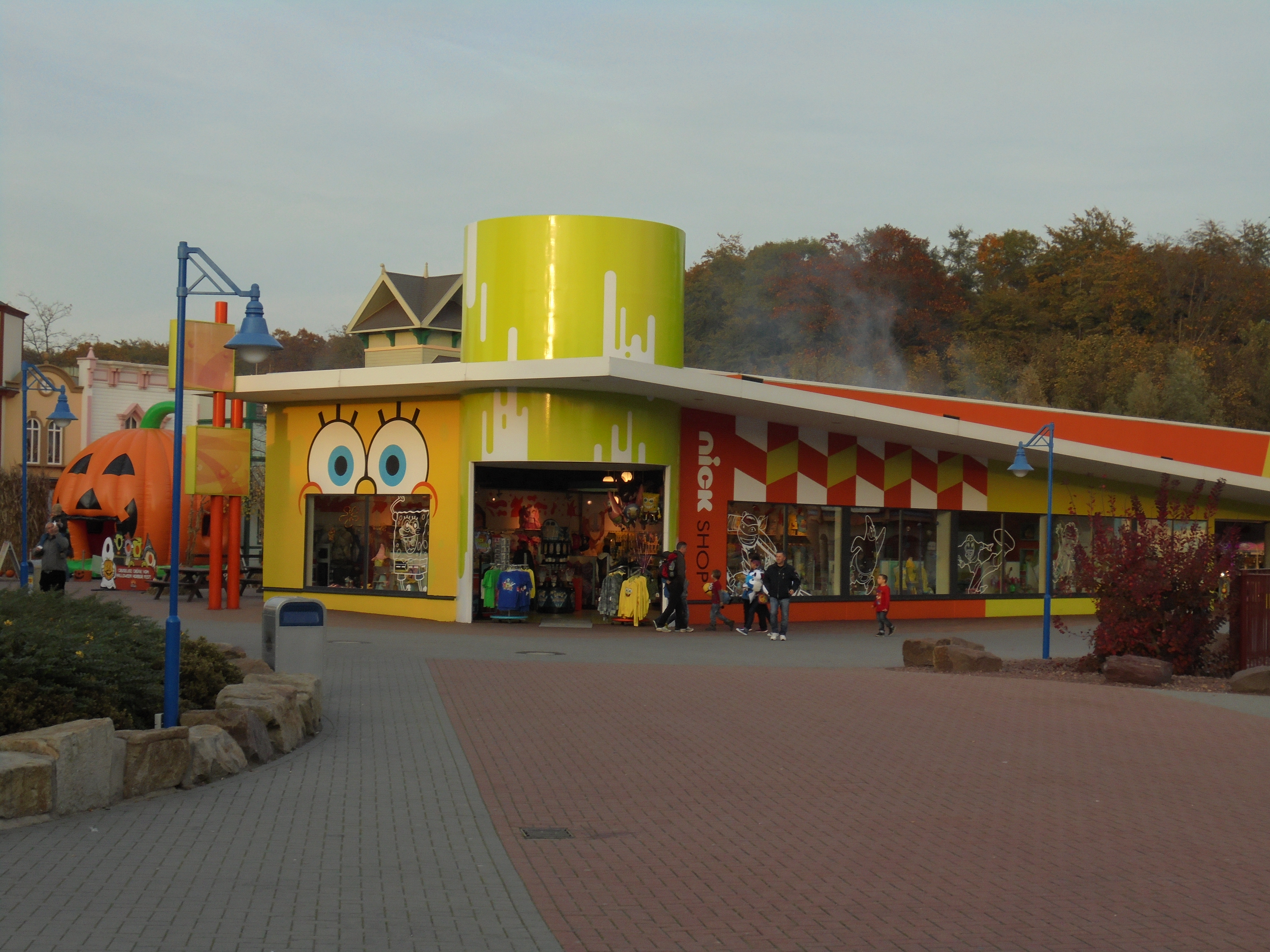
Nickshop

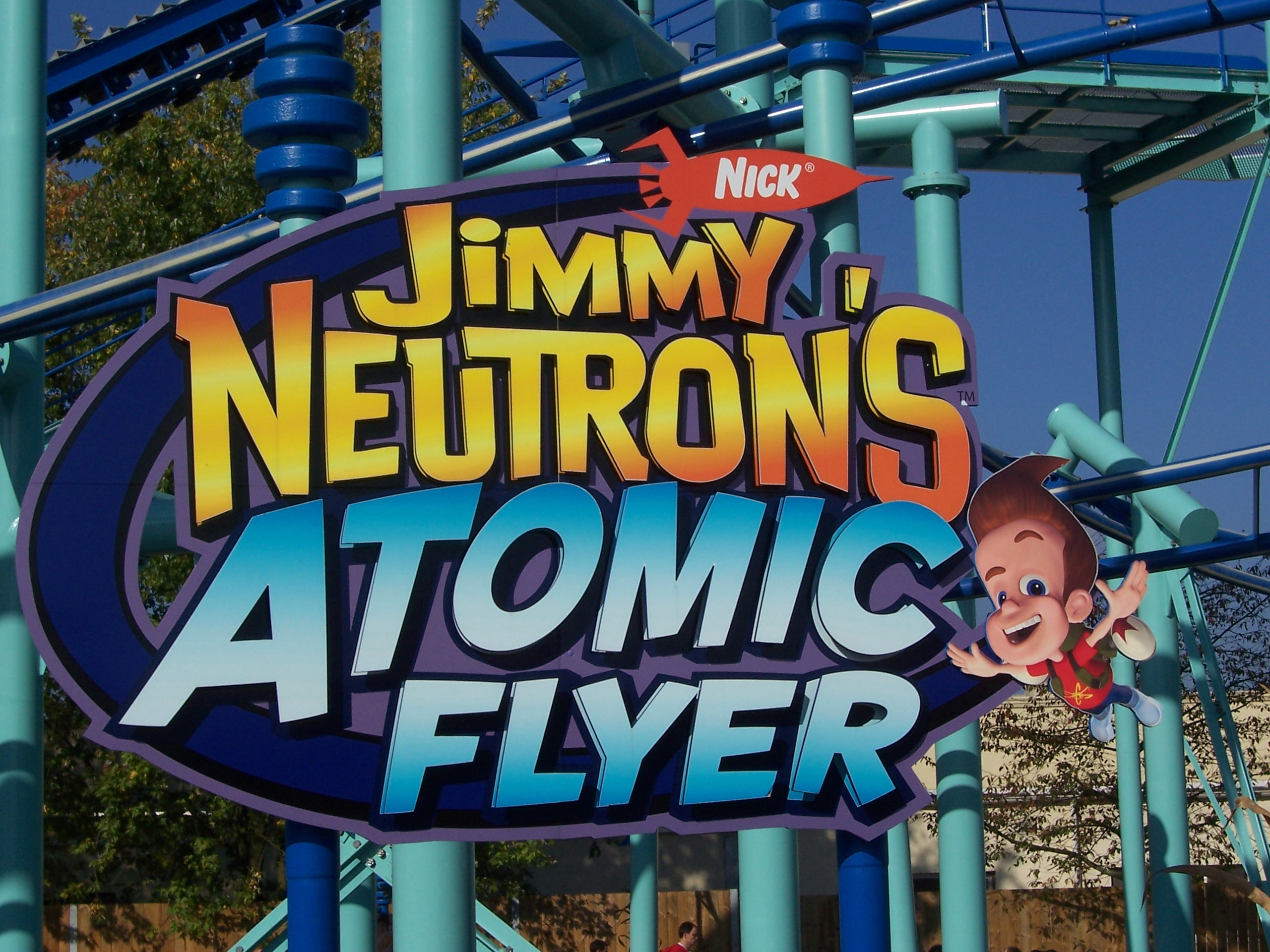
Jimmy Neutron's Atomic Flyer

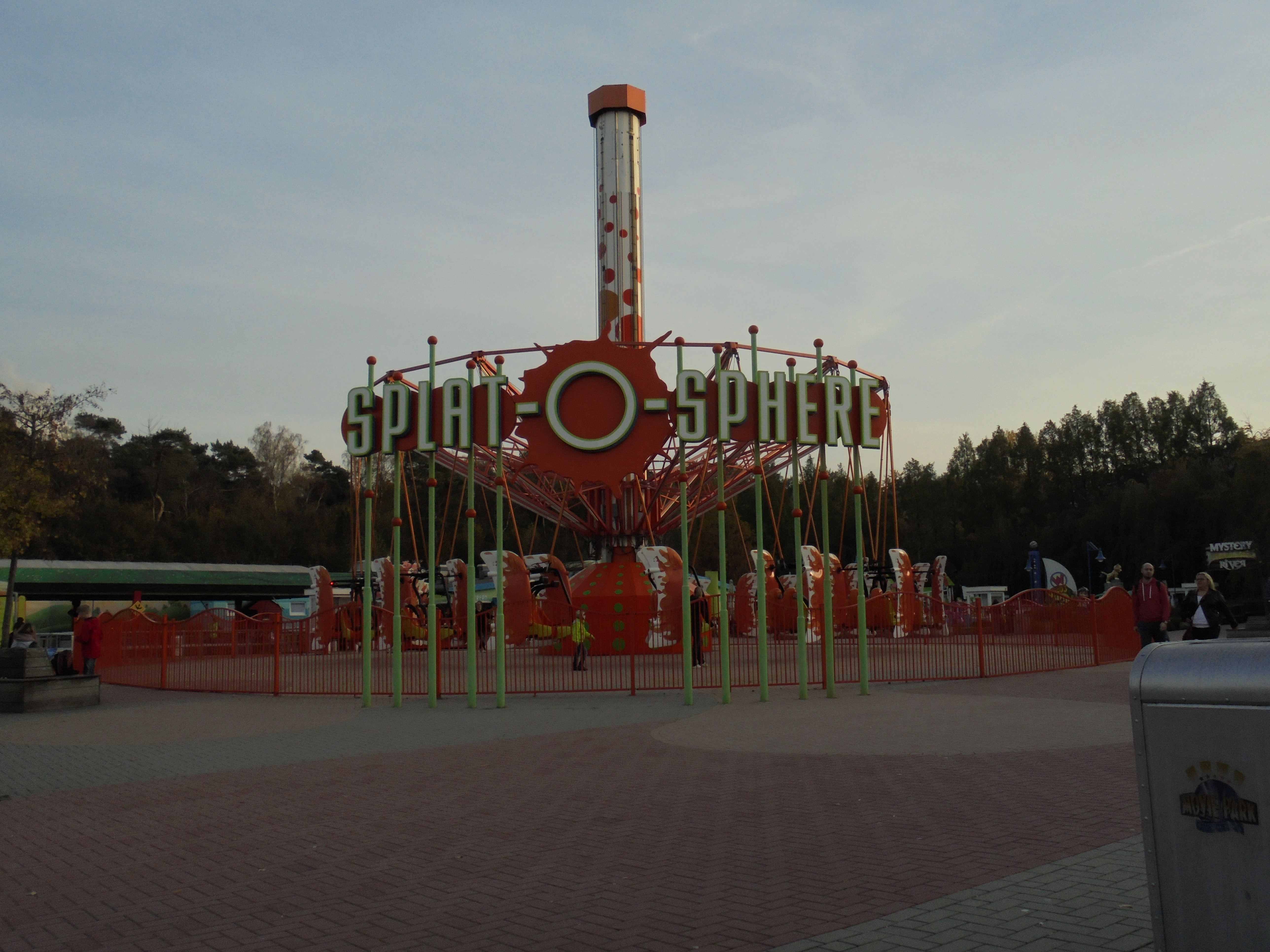
Splat-O-Sphere

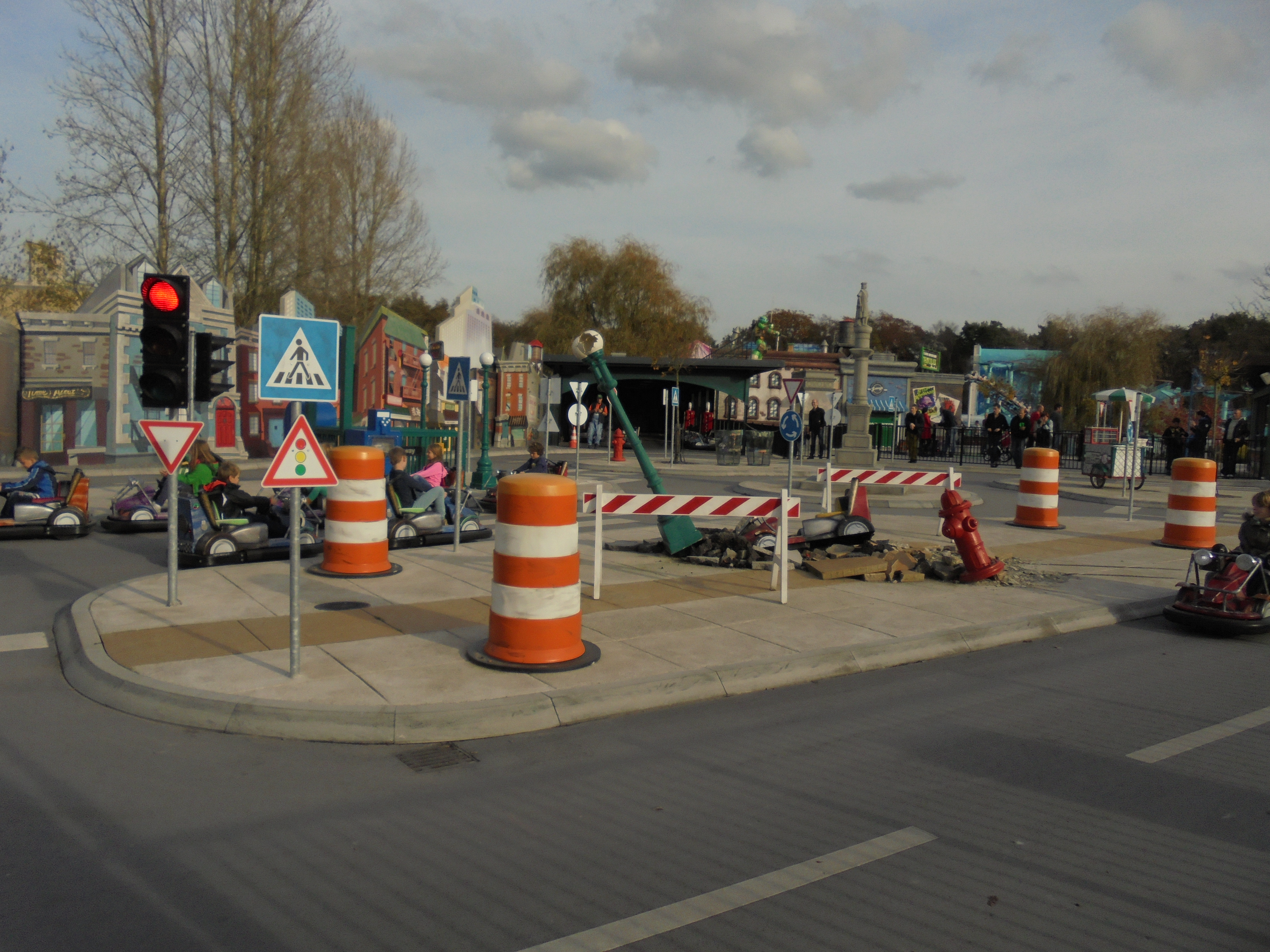
Teenage Mutant Ninja Turtles: License to Drive

Nickland is een themagedeelte in het Duitse attractiepark Movie Park Germany.
Het themagedeelte is een van de jongste themagedeelten van het park en specifiek gericht op kinderen. Het is een realisatie van Wouter Dekkers, tot 2014 directeur van het park. Zoals de naam aangeeft, is Nickland gethematiseerd naar de programma's en personages van de televisiezender Nickelodeon, waaronder Jimmy Neutron, Dora, SpongeBob en Avatar.
In 2019 werd Nickland aangevuld met een aantal attracties rond de kinderserie PAW Patrol. Enkele attracties hebben een ander thema gekregen dat hierbij beter aansluit.

## Attracties
Omdat Nickland gericht is op kinderen, bevinden zich er voornamelijk kinderattracties. De volgende attracties bevinden zich in dit themagebied:
| Naam                                           | Omschrijving |
| ---------------------------------------------- | --- |
| Ghost Chasers                                  | Wildemuis-achtbaan, in het thema van SpongeBob SquarePants                                                                                              |
| SpongeBob Splash Bash                          | Splash battle, met SpongeBob SquarePants als thema |
| Jimmy Neutron's Atomic Flyer                   | Omgekeerde Junior Coaster, gethematiseerd naar Jimmy Neutron                                                                                            |
| Avatar Air Glider                              | Giant Sky Chaser, een paratrooper waarin bezoekers moeten liggen, gethematiseerd naar Avatar                                                            |
| Back at the Barnyard Bumpers                   | Botsauto's, gethematiseerd naar Barnyard |
| Dora's Big River Adventure                     | Boomstamattractie, gethemastiseerd naar Dora the Explorer                                                                                               |
| Backyardigans Mission to Mars                  | Junior Coaster, gethematiseerd naar The Backyardigans                                                                                                   |
| Splat-O-Sphere                                 | Starflyer, een grote zweefmolen |
| Fairy World Spin                               | Indoor theekopjesattractie, gethematiseerd naar The Fairly OddParents                                                                                   |
| Blue's Skidoo                                  | Een draaimolen met armen, gethematiseerd naar Blue's Clues                                                                                              |
| Diego's Rescue Rider                           | Een jeepcarrousel, gethematiseerd naar Go, Diego, Go |
| Sea Swing                                      | Kleine zweefmolen, gethematiseerd naar SpongeBob SquarePants                                                                                            |
| Zuma's Zoomer                                  | Carrousel van het model Children's Whip, gethematiseerd naar Zuma uit PAW Patrol                                                                        |
| Skye’s High Flyer                              | Kleinere variant van attractietype Rainbow, gethematiseerd naar Skye uit PAW Patrol, voorheen gethematiseerd naar Umizoomi                              |
| Wonder Pets Flyboat                            | Kleine vrijevaltoren, gethematiseerd naar Wonder Pets                                                                                                   |
| Teenage Mutant Ninja Turtles: License to Drive | Gemotoriseerde skelter waarbij kinderen spelenderwijs verkeersregels aanleren, maximale lengte 1,50 m, gethematiseerd naar Teenage Mutant Ninja Turtles |
| PAW Patrol Adventure Tour                      | Een rondrit in één van de voertuigen uit de serie PAW Patrol                                                                                            |

Lijst van attracties in Movie Park Germany · Police Academy Stunt Show · afbeeldingen
Huidige attracties: Avatar Air Glider ·
Backyardigans Mission to Mars · The Bandit · Bermuda Triangle - Alien Encounter · Crazy Surfer · Dora's Big River Adventure · Fairy World Spin ·
Ghost Chasers · Jimmy Neutron's Atomic Flyer · MP Xpress · Excalibur - Secrets of the Dark Forest · NYC Transformer · Roxy · Side Kick · SpongeBob Splash Bash · Star Trek: Operation Enterprise · The High Fall · The Lost Temple · Time Riders · Van Helsing's Factory
Voormalige attracties: Batman Adventure · Cop Car Chase · Danny Phantom Ghost Zone · Gremlins Invasion · Ice Age Adventure · Josie's Bath House · Looney Tunes Adventure · Studio Tour · Unendliche Geschichte · Mystery River
Themagebieden: Federation Plaza · Hollywood Street Set · Nickland · Santa Monica Pier · Streets of New York · The Old West